# Víctor Cancino
Víctor Antonio Cancino Araneda (Los Lagos, 27 giugno 1972) è un ex calciatore cileno, di ruolo centrocampista difensivo.